# Tsachianá
Tsachianá, en grec moderne : Τσαχιανά, est un village du dème de Mylopótamos, en Crète, en Grèce. Selon le recensement de 2011, la population de Tsachianá compte 22 habitants. Il est situé à une altitude de 380 m à la frontière du district régional de Héraklion et à une distance de 47 km de Réthymnon. Le village est construit sur les contreforts sud du mont Kouloúkonas. L'attraction la plus importante de la région est le monastère de Chalépas (el), de type forteresse, qui a été classé monument historique en 1979. Il est construit sur une colline surplombant la vallée de Mylopótamos et a été entièrement rénové au début de l'année 2000. Le monastère est mentionné pour la première fois dans des documents notariés vénitiens du XVIe siècle, tandis que pendant la période de domination ottomane, il a joué selon des témoignages oraux un rôle important dans la résistance crétoise.